# میسال پاو
میسال پاو (به مراتی: मिसळपाव) غذایی از ایالت ماهاراشترا هند است. از میسال (کاری تند که معمولاً از لوبیا پروانه درست می‌شود) و پاو (نوعی نان رول هندی) تشکیل شده‌است. در انتها غذا را با فرسان یا سُو، پیاز، لیمو و گشنیز (گیاه گشنیز) می‌مالیم. معمولاً به صورت گرم همراه با نان یا رول برشته شده با کره و دوغ یا داهی و پاپاد سرو می‌شود. این غذا به عنوان صبحانه، میان‌وعده و همچنین به عنوان یک وعده غذایی کامل سرو می‌شود.

## انواع منطقه ای میسال
میسال پاو از کلهاپور به خاطر ادویه زیاد و طعم بی نظیرش معروف است.  نسخه‌های مختلفی از میسال پاو مانند پونه میسال، خندهشی میسال، نشیک میسال و احمدنگار میسال وجود دارد. انواع دیگر کالیا ماسالیاچی میسال، شو میسال و داهی (ماست) میسال است.

## به رسمیت شناختن
در سال ۲۰۱۵، میسال پاو به عنوان خوشمزه‌ترین غذای گیاهی جهان در جوایز FoodieHub در لندن انتخاب شد.

## انواع
- نوع نشیک میسال معمولاً تند است و با پاو، کشک، پاپاد، گشنیز خرد شده و پیاز سرو می‌شود. چندین مفصل میسال در این شهر رایج است
- پونری میسال نسخه دیگری است که حاوی pohe است. تعدادی رستوران در این شهر وجود دارد که به دلیل میزال محبوب هستند.[۵]

## یادداشت
1. ↑  "Kolhapuri misal is rather well flavored with chili; the misal includes rice flakes called poha also sabudana khichadi sometimes. This latter ingredient, reconstituted and quickly sautéed with chopped onion, mustard seeds, turmeric, and green chilli is another breakfast ..."[۲]"